# Exochorda racemosa
Exochorde en grappes, Buisson de perles
Espèce
Exochorda racemosa, l'Exochorde en grappes, aussi appelé Buisson de perles, est une espèce d'arbustes à fleurs blanches de la famille des Rosaceae, originaire d'Asie tempérée et planté pour l'ornement.

## Description

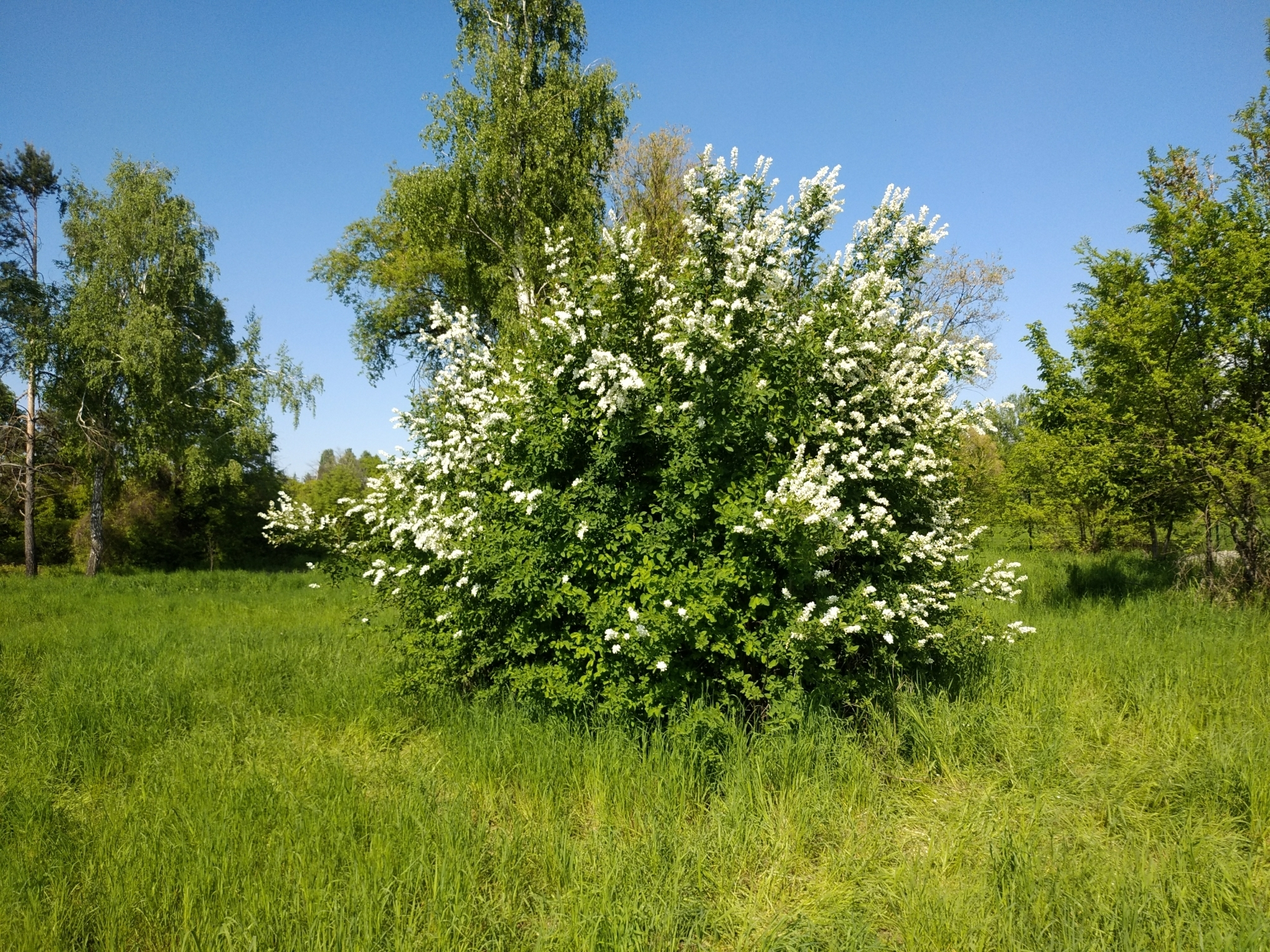
Aspect général.

### Appareil végétatif

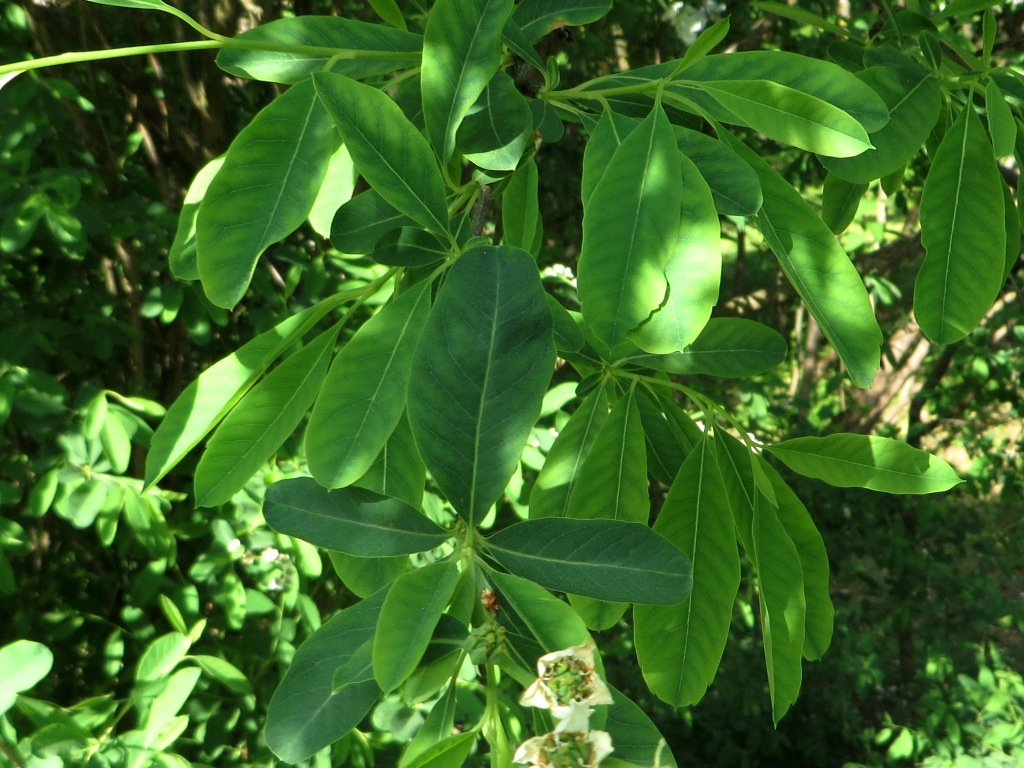
Feuilles.

C'est un arbuste mesurant jusqu'à 3 m de haut. Les jeunes rameaux sont rouge-brun, puis deviennent bruns ; les bourgeons sont d'un pourpre foncé, trigones-ovoïdes, à l'apex obtus. Le pétiole mesure de 5 à 15 mm ou est presque absent ; le limbe foliaire est elliptique ou étroitement elliptique à oblong-obovale, long de 3,5 à 6,5 cm et large de 1,5 à 3,5 cm, glabre sur les deux faces, à base cunéiforme ou largement cunéiforme, à marge entière, rarement obtusément dentelée au-dessus du milieu, à l'apex obtus ou aigu, rarement apiculé.

### Appareil reproducteur

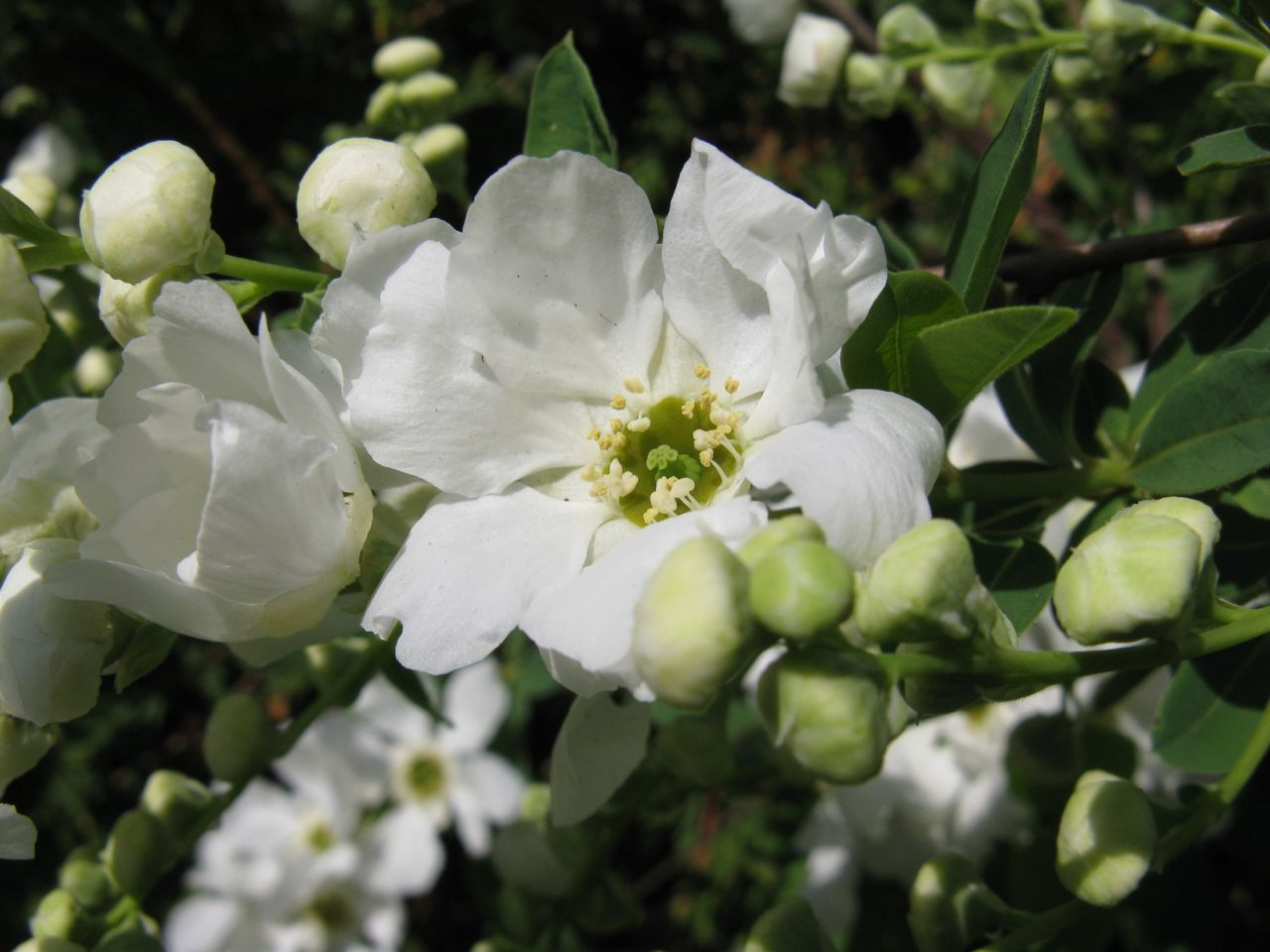
Fleurs.

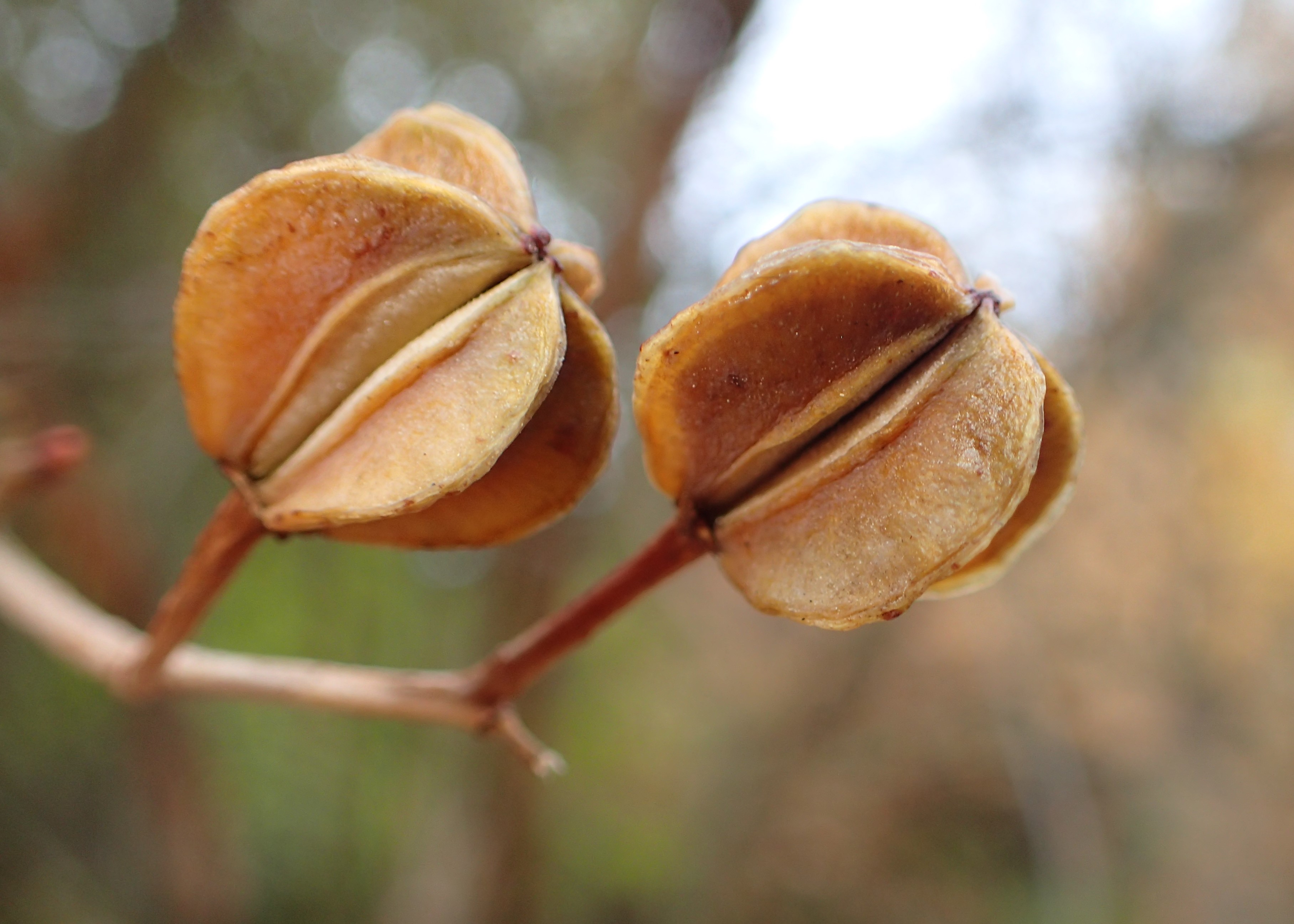
Capsules.

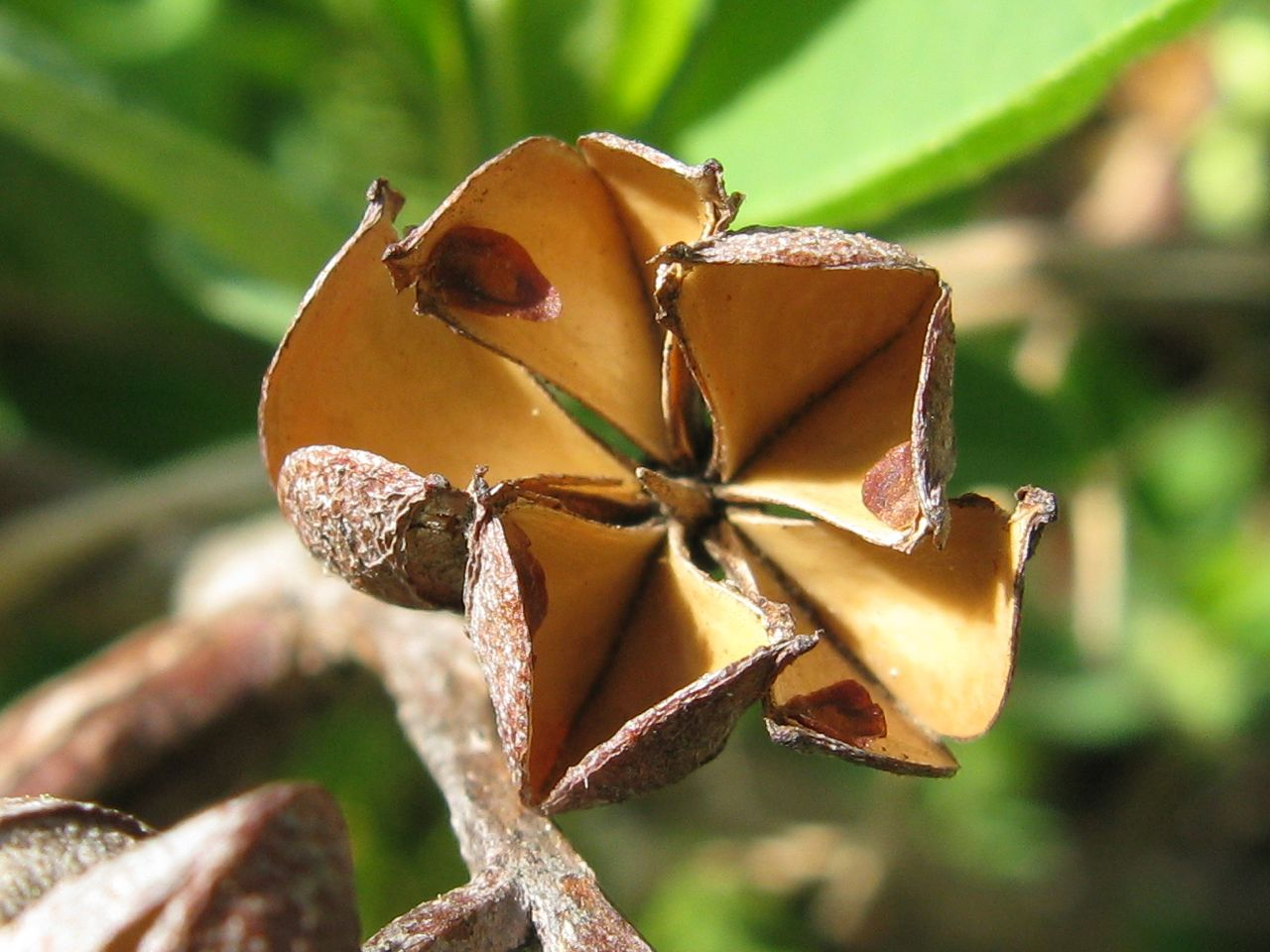
Capsule ouverte.

Les inflorescences sont des racèmes de 2,5 à 3,5 cm de diamètre, portant entre six et dix fleurs ; le pédoncule et les pédicelles sont glabres ; les bractées sont largement lancéolées, mesurant environ 3 mm, glabres. Les fleurs mesurent de 2,5 à 3,5 cm de diamètre ; le pédicelle mesure de 3 à 5 mm de long. L'hypanthe est peu campanulé et glabre. Les sépales sont largement triangulaires, longs d'environ 2 mm, glabres, à l'apex obtus ou aigu. Les pétales sont obovales, d'environ 1,5 × 1 cm, à base brièvement griffée, à l'apex obtus. Les étamines sont de 15 à 20, par faisceaux de 3 ou 4. Le fruit est une capsule glabre ; le pédicelle fructifère mesure de 3 à 8 mm. La floraison a lieu en mai, la fructification de juin à juillet.

## Habitat et répartition

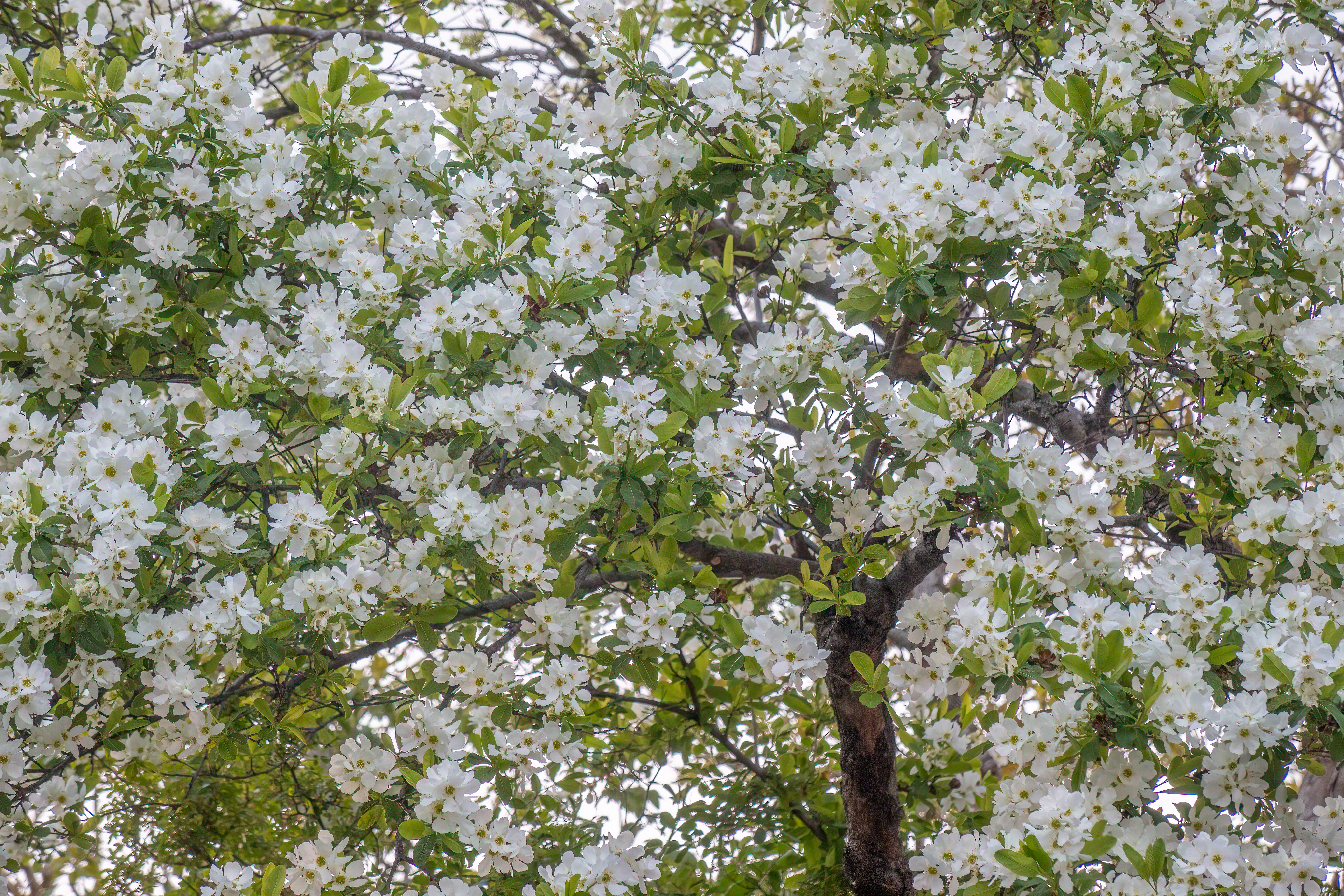
Cet arbuste ornemental est planté pour sa floraison remarquable.

Cette espèce est originaire de l'est de la Chine, de Corée, de l'est de la Russie (Mandchourie) et d'Asie centrale (Kirghizstan, Tadjikistan et Ouzbékistan). Elle pousse sur des pentes ombragées, entre 200 et 500 m d'altitude. Elle est plantée pour l'ornement en Amérique du Nord, en Europe, en Australie et en Nouvelle-Zélande et s'est naturalisée dans certains états des États-Unis.

## Systématique
Le nom correct complet (avec auteur) de ce taxon est Exochorda racemosa (Lindl.) Rehder, 1913.
L'espèce a été initialement classée dans le genre Amelanchier sous le basionyme Amelanchier racemosa Fortune ex Lindl., 1847. Certaines sources,, considèrent l'espèce comme étant la seule du genre Exochorda.
Cette espèce porte en français le nom vulgaire d'« Exochorde en grappes » et également le nom vernaculaire de « Buisson de perles ».

### Synonymes
Exochorda racemosa a pour synonymes :
- Albertia simplicifolia A.Regel
- Exochorda grandiflora var. prostrata Schwer.

### Sous-espèces et variétés
Selon GBIF (14 avril 2024) :
- Exochorda racemosa subsp. racemosa
- Exochorda racemosa subsp. serratifolia (S.Moore) F.Y.Gao & Maesen
- Exochorda racemosa var. giraldii (Hesse) Rehder
- Exochorda racemosa var. racemosa
- Exochorda racemosa var. wilsonii Rehder

Selon Plants of the World online (POWO) (14 avril 2024) :
- Exochorda racemosa subsp. giraldii (Hesse) F.Y.Gao & Maesen
- Exochorda racemosa subsp. racemosa
- Exochorda racemosa subsp. serratifolia (S.Moore) F.Y.Gao & Maesen
- Exochorda racemosa var. wilsonii Rehder

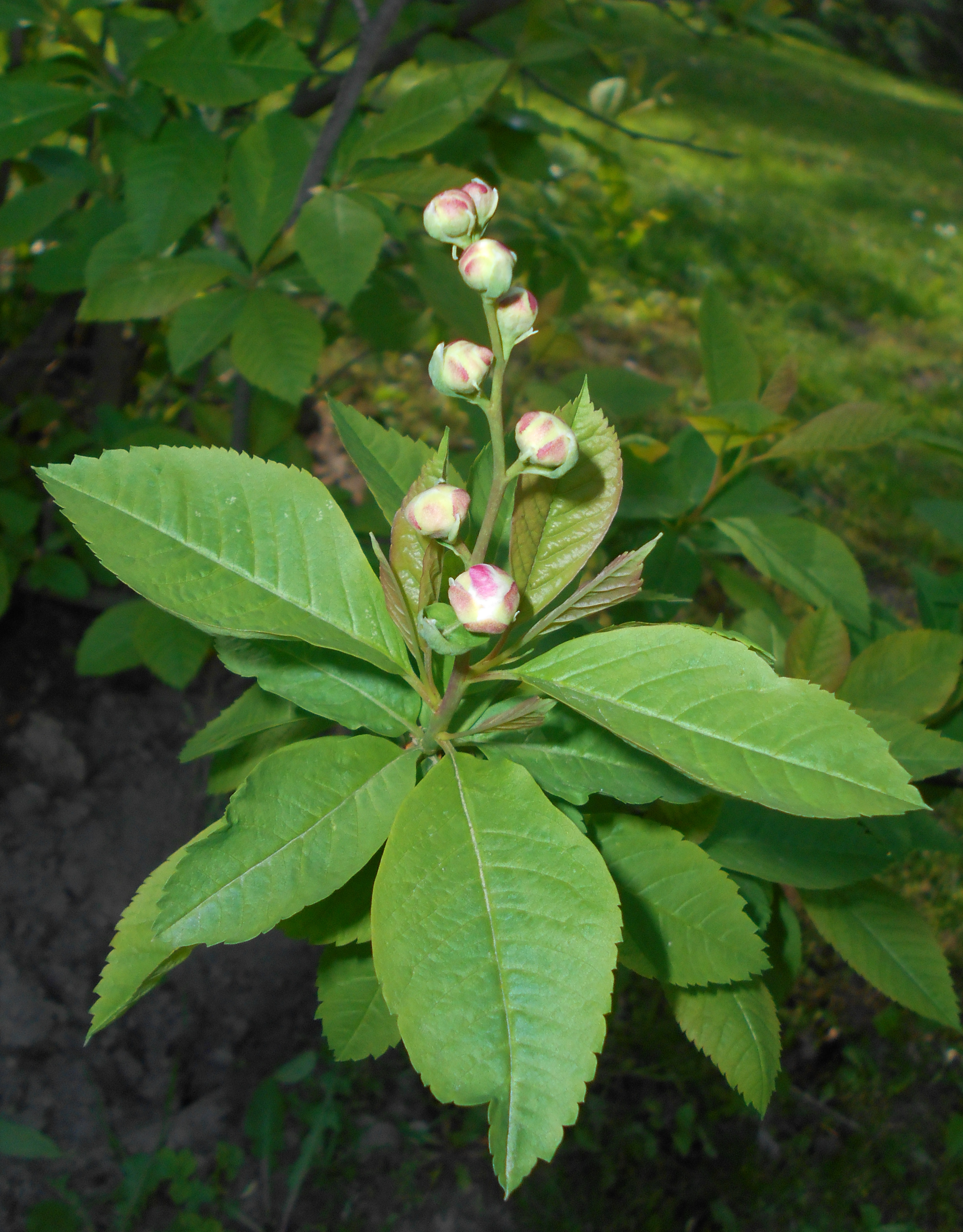
E. racemosa subsp. serratifolia.
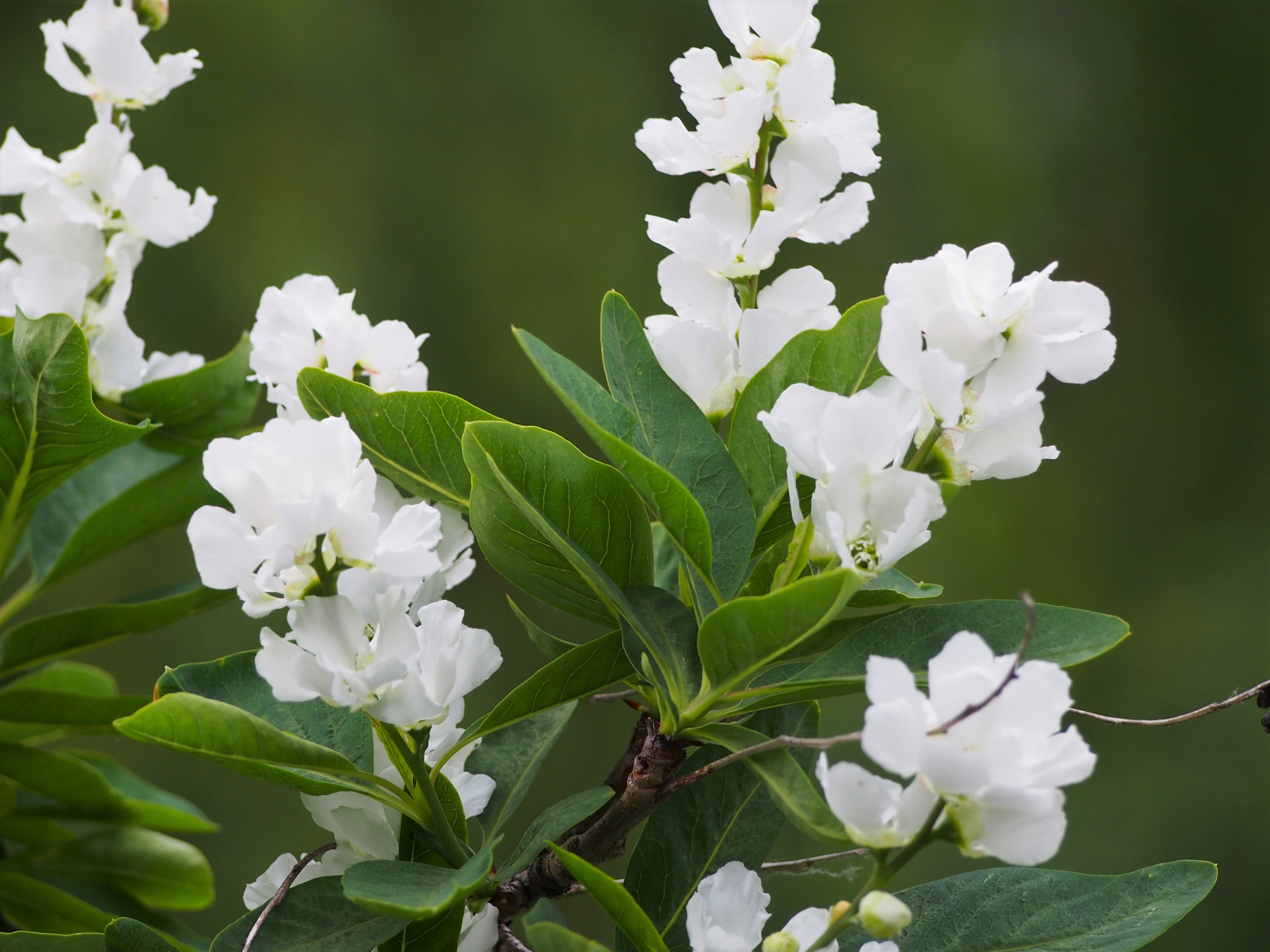
E. racemosa subsp. giraldii (= var. giraldii).
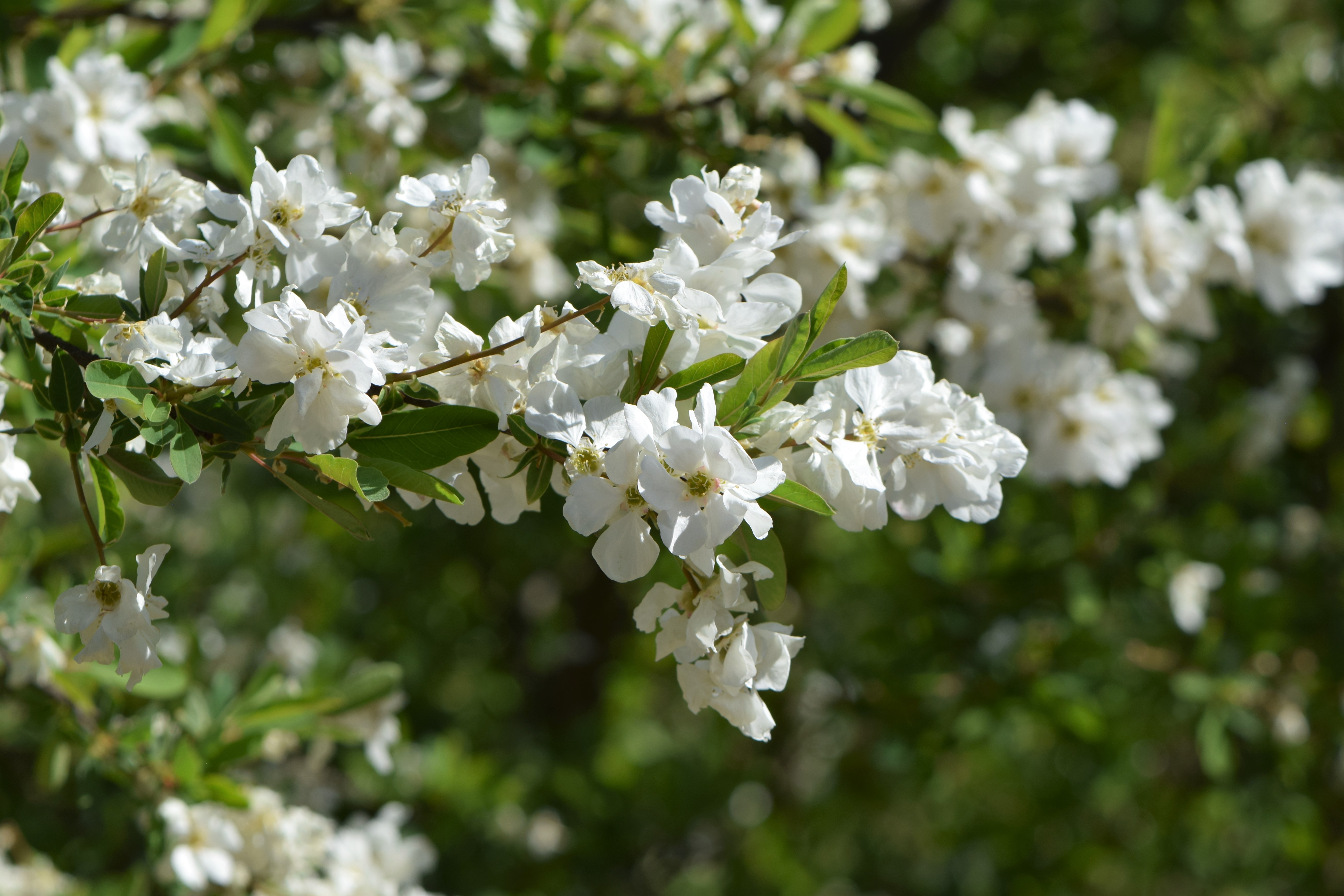
E. racemosa subsp. racemosa.